# S/2006 S 16
S/2006 S 16 ist einer der kleineren äußeren Monde des Planeten Saturn.

## Entdeckung und Benennung
S/2006 S 16 wurde am 1. Februar 2006 durch die Astronomen Scott Sheppard, David Jewitt, Jan Kleyna, Edward Ashton, Brett Gladman, Jean-Marc Petit und Mike Alexandersen auf Aufnahmen entdeckt, die mit dem 8,2-m-Subaru-Teleskop am Mauna-Kea-Observatorium angefertigt wurden. Aus diesem Zeitraum konnten 61 weitere Saturnmonde nachgewiesen werden; die Entdeckung wurde am 15. Mai 2023 bekannt gegeben, der Mond erhielt die vorläufige Bezeichnung S/2006 S 16.
Der Beobachtungszeitraum von S/2006 S 16 erstreckt sich vom 1. Februar 2006 bis zum 8. Juli 2021; es liegen insgesamt 17 Beobachtungen über einen Zeitraum von 15 Jahren vor.

## Bahneigenschaften
S/2006 S 16 umkreist Saturn in drei Jahren und 122,4 Tagen auf einer leicht elliptischen, retrograden Umlaufbahn zwischen 16.986.400 km und 26.991.450 km Abstand zu dessen Zentrum. Die Bahnexzentrizität beträgt 0,228, die Bahn ist 165,2° gegenüber dem Äquator von Saturn geneigt.
Der Mond ist Bestandteil der sogenannten Nordischen Gruppe von Saturnmonden, die den Planeten mit Bahnneigungen zwischen 145,2° und 177,5° und Bahnexzentrizitäten zwischen 0,130 und 0,580 retrograd umrunden.

## Physikalische Eigenschaften
S/2006 S 16 besitzt einen Durchmesser von etwa 2 km. Die absolute Helligkeit des Mondes beträgt 16,5 m.